# École d'art dramatique Max-Reinhardt
Ne doit pas être confondu avec Séminaire Max Reinhardt.
L'école d'art dramatique Max Reinhardt était une école d'art dramatique fondée par Hilde Körber à Berlin-Ouest en 1951.

## Histoire
Après la fin de la Seconde Guerre mondiale et la partition de Berlin entre Berlin-Ouest et Berlin-Est, la reconstruction de la vie théâtrale berlinoise était nécessaire, ce dont s'acquittait Boleslaw Barlog, qui dirigea de 1951 à 1972 le Staatliche Schauspielbühnen Berlin (de).

Fondée à Berlin-Dahlem au début de la guerre froide, le nom de l'université libre de Berlin reflète le statut de cette ville comme faisant partie du monde libre, par opposition à Berlin-Est occupée par les soviétiques et à la République démocratique allemande, dont le pouvoir communiste gérait l'université Humboldt, et c'est sur un terrain vague du campus qu'Hilde Körber établit l'école d'art dramatique Max Reinhardt, dont le nom semblait un peu comme une usurpation par rapport au Staatliche Schauspielschule Berlin, continuation du Schauspielschule des Deutschen Theaters zu Berlin fondé par Max Reinhardt en 1905, mais ce dernier ne porta jamais le nom de son fondateur.
En 1964, l'école intégrée à l'ancienne Hochschule für Musik und Darstellende Kunst et Hilde Körber, qui la dirigeait fut autorisée à porter le titre de professeur à partir de 1965. En 1974, l'institution a fusionné avec l'ancienne Hochschule für Bildende Künste pour former la Hochschule der Künste Berlin (HdK). Le nom HdK est toujours utilisé aujourd'hui, mais depuis 2001, elle doit être appelée UdK. 

## Anciens élèves
- Achim Amme
- Adelheid Arndt
- Peer Augustinski
- Christoph Bantzer
- Hubertus Bengsch
- Rainer Brandt
- Charles Brauer
- Christiane Christiani
- Hans-Jürgen Dittberner
- Rita Engelmann
- Wolfgang Finck
- Heinrich Giskes
- Till Hagen
- Dietrich Hahn
- Joachim Hansen
- Katharina Herberg
- Donata Höffer
- Klaus Hoffmann
- Eva-Maria Hofmann
- Rainer Hunold
- Ernst Jacobi
- Michael Kausch
- Yaak Karsunke
- Corinna Kirchhoff
- Burghart Klaußner
- Günter Lamprecht
- Regina Lemnitz
- Evelyn Meyka
- Klaus Mikoleit
- Markwart Müller-Elmau
- Jan Niklas
- Karyn von Ostholt-Haas
- Ilse Pagé
- Alexander Radszun
- Anton Rattinger
- Wolf Roth
- Rotraud Schindler
- Barbara Schöne
- Martin Schwab
- Stephan Schwartz
- Sabine Sesselmann
- Erika Skrotzki
- Klaus Sonnenschein
- Monika Söhnel-Häckermann
- Barbara Sukowa
- Lothar Trautmann
- Gerburg Treusch-Dieter
- Eva-Maria Werth
- Wilhelm Wieben
- Christian Wolff